# Стівен Баркер Гайон
Стівен Баркер Гайон (англ. Stephen Barker Guion; 17 червня 1820 — 20 грудня 1885) — американський та британський підприємець, який разом з Джоном Стентон Вільямсом сформував «Williams & Guion Black Star Line» і, ставши громадянином Ведикобританії, заснував «Gunion Line» з британських пароплавів.

## Біографія
Стівен Баркер Гайон народився в Нью-Йорку 17 червня 1820 року. Його пращури приїхали в цю країну ще в 1660 році й першими оселилися біля того місця, що зараз відомо як Нью-Рошель (англ. New-Rochelle).
У 1848 році разом з Джоном Стентон Вільямсом заснував «Williams & Guion Black Star Line».
У 1852 році Стівен Баркер Гайон переїхав до Ліверпуля і виступав як агент «Williams & Guion Black Star Line». Вільямс залишився в місті Нью-Йорк.
У 1853 році старший брат Гайона Вільям Хоу Гайон приєднався до офісу в місті Нью-Йорк.
У 1866 році Стівен Гайон становиться грамадянином Британії. Він заснував «Guion Line» з британських пароплавів. «Williams and Guion» володіла 52% акцій пароплавної лінії і виступала як новий агент компанії в Нью-Йорку.
Починаючи з 1883 року він хворів і помер 20 грудня 1885 від апоплексії.